# Cremnosterna parvicollis
Cremnosterna parvicollis là một loài bọ cánh cứng trong họ Cerambycidae.